# Camponotus rubripes
Camponotus rubripes är en myrart som först beskrevs av Pierre André Latreille 1802.  Camponotus rubripes ingår i släktet hästmyror, och familjen myror. Inga underarter finns listade.

## Bildgalleri

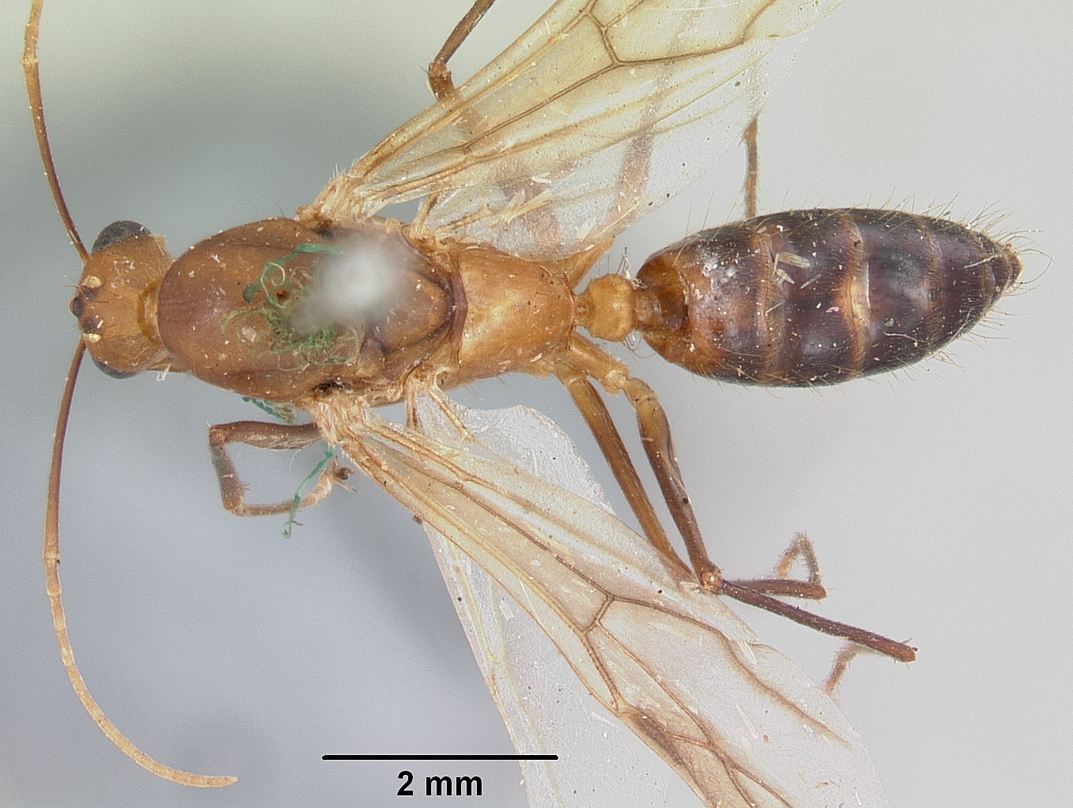
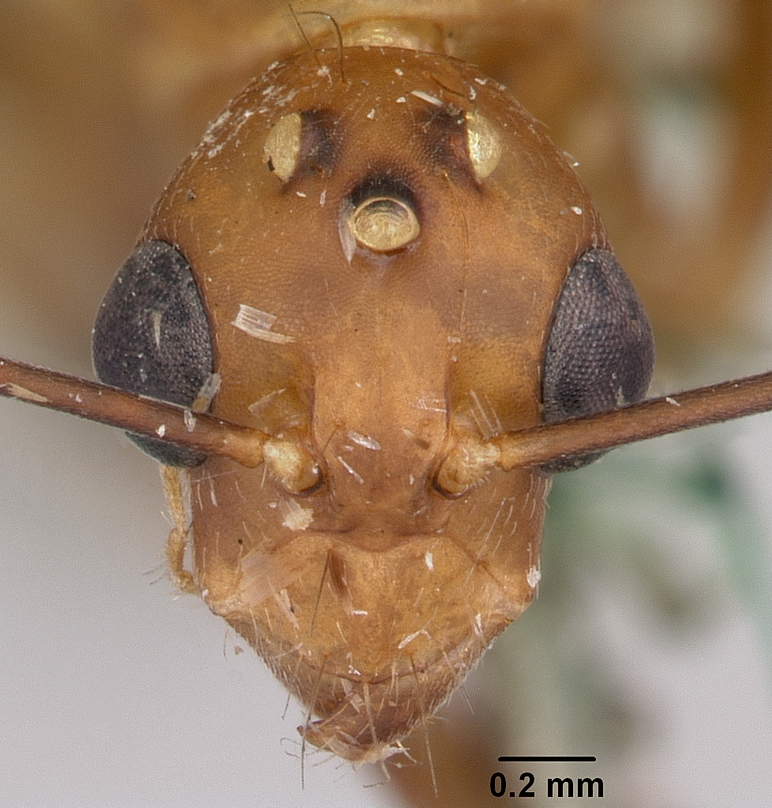
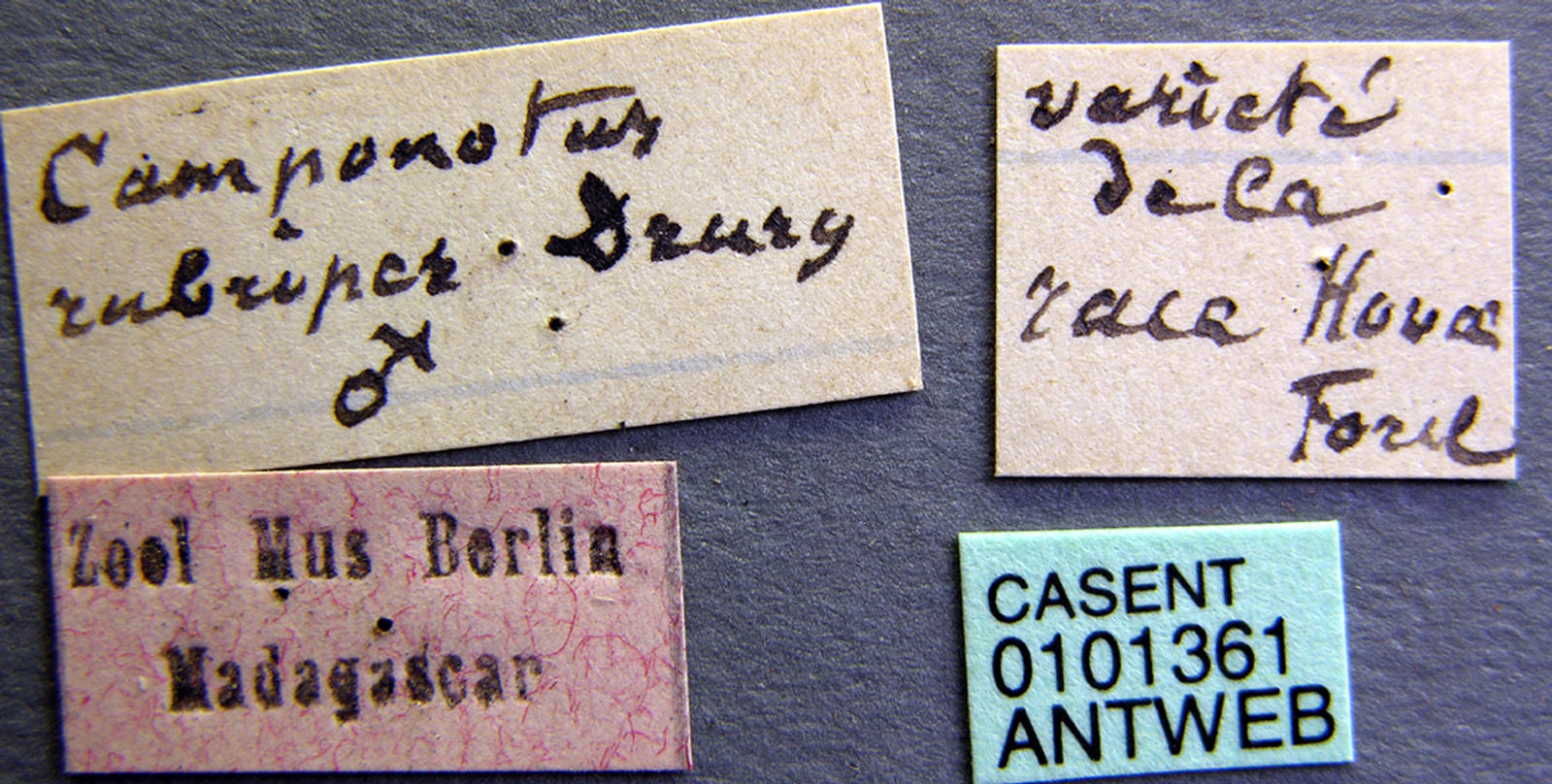
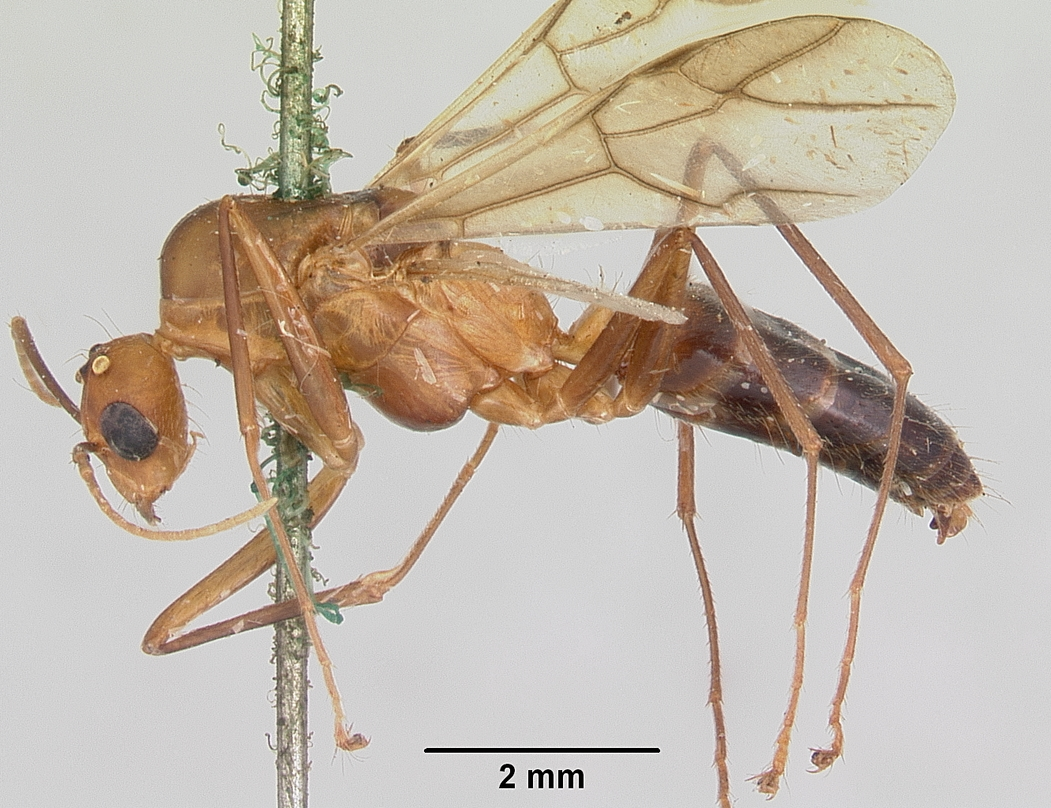